# Marcel Join
 (septembre 2019).
Si vous disposez d'ouvrages ou d'articles de référence ou si vous connaissez des sites web de qualité traitant du thème abordé ici, merci de compléter l'article en donnant les références utiles à sa vérifiabilité et en les liant à la section « Notes et références ».
Marcel Join, né le 29 janvier 1935 à Jumilhac-le-Grand, et mort le 21 septembre 2019 à Talence, est un homme politique français, membre du PS.

## Biographie
- Contrôleur des PTT. Syndicaliste.
- Secrétaire fédéral socialiste de Gironde en 1971.
- Premier adjoint au maire de Talence, Henri Deschamps de 1977 à 1982, puis conseiller municipal d'opposition.
- Conseiller régional d'Aquitaine de 1981 à 1992.
- Député de la 3e circonscription de la Gironde de  1981 à 1986 en remplacement de Catherine Lalumière nommée membre du Gouvernement.
- Premier secrétaire de la Fédération socialiste de Gironde de novembre 1985 à avril 1986[2].
- Chevalier de l’Ordre national de la Légion d'honneur (décoration reçue le 7 mars 2001).